# Bhútánská fotbalová reprezentace
Bhútánská fotbalová reprezentace reprezentuje Bhútán na mezinárodních fotbalových akcích. V současné době se pohybuje na přelomu druhé a třetí stovky žebříčku FIFA, což ji řadí mezi fotbalově nejslabší týmy planety.

## Mistrovství světa
| Rok    | Účast                                           | Soupisky |
| ------ | ----------------------------------------------- | -------- |
| 1986   | Bez účasti                                      |          |
| 1990   | Bez účasti                                      |          |
| 1994   | Bez účasti                                      |          |
| 1998   | Bez účasti                                      |          |
| 2002   | Bez účasti                                      |          |
| 2006   | Bez účasti                                      |          |
| 2010   | Vzdali                                          |          |
| 2014   | Bez účasti                                      |          |
| 2018   | Nepostoupili z kvalifikace                      |          |
| 2022   | Nepostoupili z kvalifikace                      |          |
| Celkem | účast – 0× zlato – 0×, stříbro – 0×, bronz – 0× |          |

## Zajímavosti
V roce 2009 byl odeslán na sekretariát Bhútánské fotbalové federace dres české fotbalové reprezentace. Odesílatelem byl sportovní nadšenec ze Zlínska. Na oplátku mu byl zpětně zaslán dres bhútánské fotbalové reprezentace s osobním poděkováním od Dasha Ugena Tsechupa Dorjiho, který je prezidentem tamější federace. Tento jedinečný fotbalový sběratelský kousek, který fanoušek dokázal získat má jistě svou hodnotu.
V den, kdy se hrálo finále mistrovství světa ve fotbale 2002, 30. června 2002, se uskutečnil v Thimbú zápas nazvaný The Other Final, v němž proti sobě nastoupily dva týmy nejníže postavené na žebříčku FIFA. Bhútánci porazili Montserrat 4:0. O utkání byl natočen také dokumentární film.
Historickým úspěchem bhútánského fotbalu je postup do skupinové fáze Kvalifikace na Mistrovství světa ve fotbale 2018 (AFC), když v předkole porazili v březnu 2015 Srí Lanku 1:0 venku a 2:1 doma. Bhútánci díky tomu postoupili na žebříčku FIFA z 209. na 163. místo.